# Salamis Filoxenia
Die Salamis Filoxenia war ein Kreuzfahrtschiff, das zuletzt von Salamis Cruise Lines für Kreuzfahrten im östlichen Mittelmeer eingesetzt wurde. Das als Fähre gebaute Schiff war Teil der aus fünf Einheiten bestehenden Belorussiya-Klasse. Es wurde 1975 unter dem Namen Gruziya in Dienst gestellt und 1992 zum Kreuzfahrtschiff umgebaut.

## Geschichte
Das Schiff wurde 1975 auf der finnischen Oy Wärtsilä Ab Turku-Werft als Fähre gebaut. Die Kiellegung fand am 6. März 1974 statt. Fertiggestellt wurde das Schiff am 30. Juni 1975. Es kam für die Black Sea Shipping Co mit Sitz in Odessa unter der Flagge von St. Vincent und den Grenadinen als Gruziya („Georgien“) in Fahrt. Baugleiche Schwesterschiffe waren die ebenfalls nach damaligen Teilstaaten der UdSSR benannten Schiffe Azerbaihzan, Belorussiya, Kareliya und Kazakhstan.
Nach dem Ende der UdSSR wurde das Schiff im Jahr 1992 zum Kreuzfahrtschiff umgebaut. Ab 1995 fuhr es als Odessa Sky. Im September 1996 wurden in Wilhelmshaven Umbauten am Schiff durchgeführt. Nachdem die Reederei diese nicht bezahlte, wurde das Schiff arrestiert und schließlich im August 1998 versteigert. Anschließend kam es als Club Cruise I wieder in Fahrt. 1999 wurde es zunächst in Club I und dann, ebenfalls 1999, in Van Gogh umbenannt.
Ab 2006 fuhr das Schiff mit Heimathafen Majuro unter der Flagge der Marshallinseln für den britischen Reiseveranstalter Travelscope Holidays, der das Schiff jedoch Ende 2007 an den Eigner zurückgeben musste. Ab Anfang 2008 wurde das Schiff von Van Gogh Cruises eingesetzt, welche die bereits von Travelscope Holidays vermarktete Weltreise des Schiffes übernahmen. Zum Ende der Weltreise wurde das Schiff jedoch in Funchal arrestiert. Die weiteren Reisen wurden abgesagt. Der Reiseveranstalter Van Gogh Cruises stellte seine Tätigkeit schließlich Ende April ein.
Als Eigner war zuletzt das Unternehmen Maritiem & Leasing auf den Bahamas eingetragen, die Bereederung oblag dem niederländischen Unternehmen Club Cruise. Nachdem auch Club Cruise die Geschäftstätigkeit einstellte, wurde das Schiff in Griechenland arrestiert. Am 7. Juli 2009 wurde es an Salamis Cruise Lines mit Sitz in Limassol versteigert. Ab 2011 war das Schiff als Salamis Filoxenia mit Heimathafen Limassol unter der Flagge Zyperns im Einsatz. Salamis Cruise Lines nutzte das Schiff im Sommerhalbjahr für Kreuzfahrten im östlichen Mittelmeer.
Am 25. September 2014 rettete das Schiff 345 Bootsflüchtlinge rund 50 Seemeilen südwestlich von Zypern. Im Hafen von Limassol weigerten sich jedoch 280 Gerettete, von Bord zu gehen und forderten einen Weitertransport nach Italien. Nach Verhandlungen verließen die Flüchtlinge das Schiff am nächsten Tag.
Wegen der COVID-19-Pandemie wurde das Kreuzfahrtangebot nach der Winterpause 2019/2020 nicht wieder aufgenommen. Die Reederei verkaufte das aufgelegte Schiff schließlich im Februar 2022 an ein Unternehmen in Dubai. Im März 2022 wurde das Schiff zunächst in Phoenix Titan und schließlich in Titan umbenannt. Am 19. April 2022 wurde die Titan in Gadani zum Abbruch gestrandet.

### Kollision mit Tanker vor Gibraltar
| Spetses                    | Spetses                    |
| Übersicht der Schiffsdaten | Übersicht der Schiffsdaten |
| -------------------------- | -------------------------- |
| Schiffstyp:                | Tanker                     |
| Vermessung:                | 80.637 BRZ / 45.963 NRZ    |
| Tragfähigkeit:             | 147.916 DWT                |
| Flagge:                    | Griechenland               |
| Heimathafen:               | Piraeus                    |
| IMO-Nummer:                | 9107710                    |
| Rufzeichen:                | SXEN                       |

Am 26. September 2004 kollidierte die Van Gogh um 12.40 Uhr vor Gibraltar mit 492 Passagieren und 228 Besatzungsmitgliedern an Bord mit dem griechischen Tanker Spetses. Die Van Gogh befand sich auf der Fahrt von Gibraltar nach Tanger in Marokko. Die Spetses, ein 1996 gebauter Doppelhüllentanker der griechischen Reederei Minerva Maritime, war mit circa 140.000 t Rohöl auf dem Weg vom ägyptischen Sidi Kerir zur Ölraffinerie in der spanischen Hafenstadt Algeciras. Bei der Kollision, bei der die Van Gogh mit ihrem Bug mit der Steuerbordseite der Spetses zusammenstieß, kam es nur zu Sachschaden. Personen kamen weder an Bord der Van Gogh, noch an Bord der Spetses zu Schaden. Auch trat bei der Kollision kein Öl aus.
Infolge der Kollision musste die Kreuzfahrt abgebrochen werden. Der Schaden am Bug der Van Gogh wurde anschließend in der Werft von Cammell Laird in Gibraltar behoben.

## Technische Daten und Ausstattung
Das Schiff wurde von zwei Achtzehnzylinder-Viertakt-Dieselmotoren angetrieben, die auf zwei Verstellpropeller wirken. Die Leistung der Motoren betrug jeweils 5630 kW. Für die Stromerzeugung standen vier Dieselgeneratorsätze (Wärtsilä 824 TS) zur Verfügung. Das Schiff war mit einem Bugstrahlruder ausgestattet.
Das Schiff verfügte über zehn Decks. Auf neun Decks befanden sich Passagiereinrichtungen. Salamis Cruise Lines vermarktete das Schiff mit einer Passagierkapazität von 800 Personen in 255 Kabinen.
Als Fähre konnte das zunächst mit 16.600 BRT und 6.644 NRT vermessene Schiff 872 Passagiere befördern. Für 480 Passagiere standen Kabinenplätze zur Verfügung. Auf dem Autodeck fanden 250 Pkw Platz. Die Besatzungsstärke betrug 216 Personen. Die Reichweite des Schiffes betrug 6.500 Seemeilen. Es konnte rund 14 Tage auf See bleiben.